# Stacy Keach
Stacy Keach   (Savannah, 2 de juny de 1941) Walter Stacy Keach Jr. és un actor i narrador nord-americà. Ha interpretat principalment papers dramàtics al llarg de la seva carrera, sovint en l'aplicació de la llei o com a detectiu privat. El seu paper més destacat va ser el de Mike Hammer, el detectiu de ficció de Mickey Spillane, que va interpretar en nombroses pel·lícules de televisió independents i almenys tres sèries de televisió al llarg dels anys vuitanta i noranta. El paper li va valer una nominació al Globus d'Or el 1984.

## Biografia
Keach va néixer a Savannah, Geòrgia, fill de Mary Cain (née Peckham), una actriu, i de Stacy Keach Sr., directora de teatre, professora de teatre i actor amb desenes de crèdits de cinema i televisió anunciats com "Stacy Keach". El seu germà James és actor i director de televisió. Keach es va graduar a la Van Nuys High School el juny de 1959, on va ser president de la classe, després va obtenir dos títols de BA a la Universitat de Califòrnia, Berkeley (1963): un en anglès i l'altre en art dramàtic. Va obtenir un màster en Belles Arts a la Yale School of Drama el 1966 i va ser becari Fulbright a l' Acadèmia de Música i Art Dramàtic de Londres.
Ha aparegut com a protagonista en pel·lícules com Fat City i The Ninth Configuration. També ha actuat com a narrador en programes com ara American Greed de CNBC (2008–) i diversos programes educatius de televisió. Els papers còmics inclouen Ken, el pare del còmic Christopher Titus a la sitcom de FOX Titus (2000–2002), i com el sergent Stedenko a les pel·lícules de Cheech &amp; Chong Up in Smoke (1978) i Nice Dreams (1981). Keach va guanyar un Globus d'Or i va ser nominat a un premi Primetime Emmy per la minisèrie de televisió Hemingway (1988). És membre del Saló de la Fama del Teatre i va ser guardonat amb una estrella al Passeig de la Fama de Hollywood el 2019.

### Teatre
Keach va interpretar el paper principal a MacBird!, una sàtira contra la guerra off-Broadway de Barbara Garson escenificada a Village Gate el 1966. El 1967, va ser repartit, de nou fora de Broadway, a The Niggerlovers de George Tabori amb Morgan Freeman en el seu debut com a actor. Fins al dia d'avui, Freeman atribueix a Keach el que li ha ensenyat més sobre la interpretació. El 1967, Keach també va protagonitzar We Bombed in New Haven, una obra de Joseph Heller que es va estrenar a New Haven al Yale Repertory Theatre i més tard es va produir a Broadway. Keach va aparèixer per primera vegada a Broadway el 1969 com Buffalo Bill a Indians d'Arthur Kopit. A principis de la seva carrera, va ser acreditat com Stacy Keach Jr. per distingir-se del seu pare. Va interpretar l'actor principal a The Nude Paper Sermon, una peça de teatre musical d'avantguarda per a la presentació als mitjans, encarregada per Nonesuch Records pel compositor Eric Salzman.
Keach ha guanyat nombrosos premis, com els Obie Awards, els Drama Desk Awards i els Vernon Rice Awards. A principis de la dècada de 1980, va protagonitzar el paper principal de la companyia de gira nacional del musical Barnum, compost per Cy Coleman. El 1991 i el 1996 va guanyar els premis Helen Hayes com a actor destacat pel seu treball a Richard III i Macbeth amb la Shakespeare Theatre Company. El 1998, va ser un dels tres personatges d'una producció del West End de Londres d' Art amb David Dukes i George Wendt.
El 2006, Keach va interpretar el paper principal al King Lear de Shakespeare al Goodman Theatre de Chicago. El 2008, va interpretar a Merlí a Camelot de Lerner i Loewe, fet amb la Filharmònica de Nova York. L'estiu de 2009, Shakespeare Theatre Company va tornar a muntar la producció de King Lear al Sidney Harman Hall de Washington, DC, per la qual Keach va guanyar un altre premi Helen Hayes com a actor destacat. Ha interpretat el paper principal en dues produccions separades de Hamlet.
El 2008 i el 2009, Keach va interpretar Richard M. Nixon a la companyia de gira nord-americana de l'obra Frost/Nixon.
Keach estava programat per interpretar Ernest Hemingway a l'obra Pamplona de Jim McGrath al Goodman Theatre de Chicago del 30 de maig al 25 de juny de 2017. Keach va aparèixer en les preestrenes de Pamplona, del 19 al 28 de maig, i va tenir una bona acollida pel públic. La nit d'estrena, va patir un lleu atac de cor a l'escenari i l'endemà, Keach es va fer una cirurgia de bypass. El 2 de juny, el Goodman Theatre va anunciar que l'obra seria cancel·lada després que els metges de Keach aconsellessin un període de descans i recuperació.

### Música

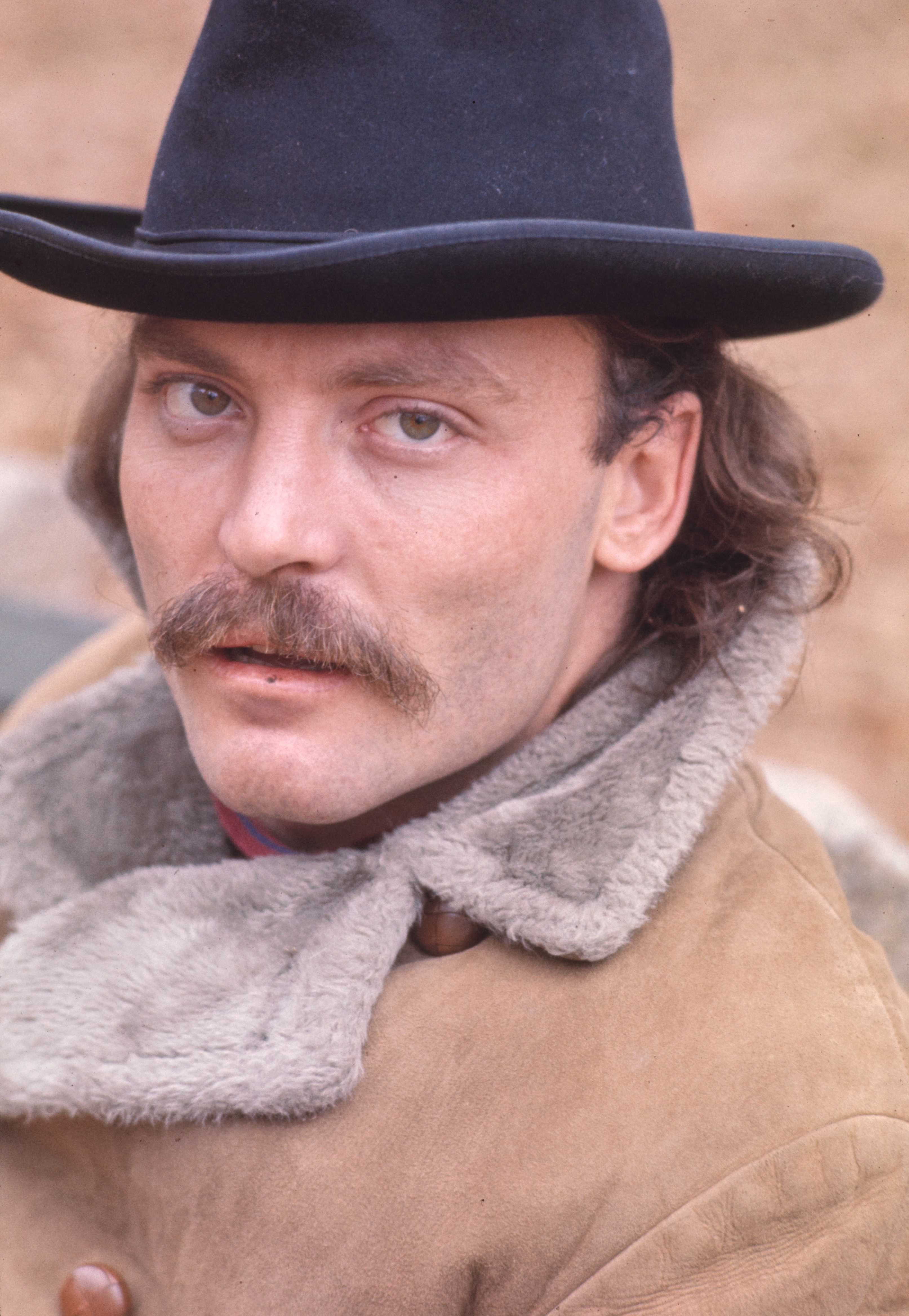
Keach el 1969 (Central Park, Nova York)

Keach és un pianista i compositor consumat. Va cantar cors a la cançó d'èxit de Judy Collins " Amazing Grace ". També se li atribueix la coescriptura d'una cançó, "Easy Times", a l'àlbum en directe de Judy Collins Living. Va proporcionar música per a la pel·lícula Imbued, dirigida per Rob Nilssen. També ha acabat component la música de la sèrie de ràdio d'àudio de Mike Hammer, "Encore For Murder", escrita per Max Collins, dirigida per Carl Amari i produïda per Blackstone Audio.

## Filmografia
Es va fer famós internacionalment principalment per interpretar al detectiu Mike Hammer a la sèrie de televisió Mike Hammer de Mickey Spillane (1984-1987). Pel·lícules destacades inclouen: Fat City (1972), Class of 1999 (1990), Escape from LA (1996), American History X (1998) i The Bourne Legacy (2012).

### Cine
| Film                                     | Any  | Pertsonatge                      | Notes                                                  |
| ---------------------------------------- | ---- | -------------------------------- | ------------------------------------------------------ |
| Joy Ride                                 | 1958 | Wechsler                         |                                                        |
| The Heart Is a Lonely Hunter             | 1968 | Blount                           |                                                        |
| Brewster McCloud                         | 1970 | Abraham Wright                   |                                                        |
| End of the Road                          | 1970 | Jacob Horner                     |                                                        |
| The Traveling Executioner                | 1970 | Jonas Candide                    |                                                        |
| Doc                                      | 1971 | Doc Holliday                     |                                                        |
| The New Centurions                       | 1972 | Roy Fehler                       |                                                        |
| Fat City                                 | 1972 | Billy Tully                      | KCFCC Best Actor (amb Marlon Brando per The Godfather) |
| The Life and Times of Judge Roy Bean     | 1972 | Bad Bob "Albino"                 |                                                        |
| Wilbur and Orville: The First to Fly     | 1973 | Wilbur Wright                    |                                                        |
| Luther                                   | 1973 | Martin Luther                    |                                                        |
| The Gravy Train                          | 1974 | Calvin                           |                                                        |
| Watched!                                 | 1974 | Mike Mandell/Sonny               |                                                        |
| Conduct Unbecoming                       | 1975 | Captain Harper                   |                                                        |
| Street People                            | 1976 | Charlie Hanson                   |                                                        |
| The Killer Inside Me                     | 1976 | Lou Ford                         |                                                        |
| The Squeeze                              | 1977 | Jim Naboth                       |                                                        |
| The Greatest Battle                      | 1978 | Major Mannfred Roland            |                                                        |
| Gray Lady Down                           | 1978 | Capt. Bennett                    |                                                        |
| Up in Smoke                              | 1978 | Sergeant Stedanko                |                                                        |
| Two Solitudes                            | 1978 | Huntley McQueen                  |                                                        |
| Mountain of the Cannibal God             | 1979 | Professor Edward Foster          |                                                        |
| The Ninth Configuration                  | 1980 | Col. Vincent Kane                |                                                        |
| The Long Riders                          | 1980 | Frank James                      |                                                        |
| Road Games                               | 1981 | Patrick Quid                     |                                                        |
| Nice Dreams                              | 1981 | Sergeant Stedanko                |                                                        |
| Butterfly                                | 1982 | Jess Tyler                       |                                                        |
| That Championship Season                 | 1982 | James Daley                      |                                                        |
| False Identity                           | 1990 | Ben Driscoll/Harlan Errickson    |                                                        |
| Class of 1999                            | 1990 | Dr. Bob Forest                   |                                                        |
| Milena                                   | 1991 | Jesenski                         |                                                        |
| Sunset Grill                             | 1993 | Harrison Shelgrove               |                                                        |
| Batman: Mask of the Phantasm             | 1993 | Carl Beaumont / Veu del Phantasm | Només veu                                              |
| New Crime City                           | 1994 | Wynorski                         |                                                        |
| Raw Justice                              | 1994 | Deputy Mayor Bob Jenkins         |                                                        |
| Escape from L.A.                         | 1996 | Commander Malloy                 |                                                        |
| Prey of the Jaguar                       | 1996 | The Commander                    |                                                        |
| The Sea Wolf                             | 1997 | Captain Wolf                     |                                                        |
| American History X                       | 1998 | Cameron Alexander                |                                                        |
| Future Fear                              | 1998 | General Wallace                  |                                                        |
| Fear Runs Silent                         | 1999 | Mr. Hill                         |                                                        |
| Children of the Corn 666: Isaac's Return | 1999 | Dr. Michaels                     |                                                        |
| Unshackled                               | 2000 | Warden Kelso                     |                                                        |
| Icebreaker                               | 2000 | Bill Foster                      |                                                        |
| Militia                                  | 2000 | George Armstrong Montgomery      |                                                        |
| Mercy Streets                            | 2000 | Tom                              |                                                        |
| Sunstorm                                 | 2001 | General John Parker              |                                                        |
| Birds of Passage                         | 2001 | Captain Savienko                 |                                                        |
| When Eagles Strike                       | 2003 | General Thurmond                 |                                                        |
| The Hollow                               | 2004 | Claus Van Ripper                 |                                                        |
| Caught in the Headlights                 | 2004 | Mr. Jones                        |                                                        |
| Galaxy Hunter                            | 2004 | 3V3                              |                                                        |
| El Padrino: The Latin Godfather          | 2004 | Governor Lancaster               |                                                        |
| Man with the Screaming Brain             | 2005 | Dr. Ivanov                       |                                                        |
| Keep Your Distance                       | 2005 | Brooks Voight                    |                                                        |
| Come Early Morning                       | 2006 | Owen Allen                       |                                                        |
| Jesus, Mary and Joey                     | 2006 | Jack O'Callahan                  |                                                        |
| Haunted Prison                           | 2006 |                                  | TV film                                                |
| Honeydripper                             | 2007 | Sheriff                          |                                                        |
| W.                                       | 2008 | Earle Hudd                       |                                                        |
| Chicago Overcoat                         | 2009 | Ray Berkowski                    |                                                        |
| The Boxer                                | 2009 | Joe                              |                                                        |
| Weather Wars                             | 2011 | Marcus Grange                    |                                                        |
| Cellmates                                | 2011 | Warden Merville                  |                                                        |
| Jerusalem Countdown                      | 2011 | Jackson                          | Basat en l'obra, Jerusalem Countdown                   |
| The Bourne Legacy                        | 2012 | Turso                            |                                                        |
| The Great Chameleon                      | 2012 | Max                              |                                                        |
| Ooga Booga                               | 2013 |                                  |                                                        |
| Planes                                   | 2013 | Skipper                          | Només veu                                              |
| Nebraska                                 | 2013 | Ed Pegram                        |                                                        |
| Planes: Fire & Rescue                    | 2014 | Skipper                          | Només veu                                              |
| Sin City: A Dame to Kill For             | 2014 | Wallenquist                      |                                                        |
| If I Stay                                | 2014 | Grandpa                          |                                                        |
| Truth                                    | 2015 | Lt. Colonel Bill Burkett         |                                                        |
| Cell                                     | 2016 | Charles Ardai                    |                                                        |
| Gold                                     | 2016 | Clive Coleman                    |                                                        |
| The Life and Death of John Gotti         | 2017 |                                  |                                                        |

### Televisió
| [Perry Mason - The Case of the Frightened Fisherman]      | 1964             | Policia o detectiu                    |
| --------------------------------------------------------- | ---------------- | ------------------------------------- |
| All the Kind Strangers                                    | 1974             | Jimmy Wheeler                         |
| Caribe                                                    | 1975             | Lieutenant Ben Logan                  |
| Dynasty                                                   | 1976             | Matt Blackwood                        |
| Jesus of Nazareth                                         | 1977             | Barabbas                              |
| A Rumor of War                                            | 1980             | Maj. Ball                             |
| The Blue and the Gray                                     | 1982             | Jonas Steele                          |
| Princess Daisy                                            | 1983             | Prince Alexander "Stash" Valensky     |
| Murder Me, Murder You                                     | 1983             | Mike Hammer                           |
| Mistral's Daughter                                        | 1984             | Julien Mistral                        |
| More Than Murder                                          | 1984             | Mike Hammer                           |
| Mickey Spillane's Mike Hammer                             | 1984–1985        | Mike Hammer                           |
| The Return of Mickey Spillane's Mike Hammer               | 1986             | Mike Hammer                           |
| Intimate Strangers                                        | 1986             | Dr. Jeff Bierston                     |
| The New Mike Hammer                                       | 1986–1987        | Mike Hammer                           |
| Hemingway                                                 | 1988             | Ernest Hemingway                      |
| The Forgotten                                             | 1989             | Adam Roth                             |
| Mike Hammer: Murder Takes All                             | 1989             | Mike Hammer                           |
| Missing: Reward                                           | 1989-1992        | Host                                  |
| The Mysteries of the Dark Jungle                          | 1991             | Colonel Edward Corishant              |
| Mission of the Shark: The Saga of the U.S.S. Indianapolis | 1991             | Captain Charles Butler McVay III, USN |
| Lincoln                                                   | 1992             | George McClellan (Només veu)          |
| Haunted Lives: True Ghost Stories                         | 1992             | Narrator (Només veu)                  |
| Revenge on the Highway                                    | 1992             | Claude Sams                           |
| Rio Diablo                                                | 1993             | Kansas                                |
| Body Bags                                                 | 1993             | Richard Coberts                       |
| In The Heat Of The Night                                  | 1993             | Wade Hatton                           |
| Against Their Will: Women in Prison                       | 1994             | Jack Devlin                           |
| Texas                                                     | 1994             | Sam Houston                           |
| Young Ivanhoe                                             | 1995             | Pembrooke                             |
| Amanda & the Alien                                        | 1995             | Emmitt Mallory                        |
| The Pathfinder                                            | 1996             | Compte du Leon                        |
| Legend of the Lost Tomb                                   | 1997             | Dr. William Bent                      |
| Murder in My Mind                                         | 1997             | Cargill                               |
| Mike Hammer, Private Eye                                  | 1997–1998        | Mike Hammer                           |
| The Courage to Love                                       | 2000             | Jean Baptiste                         |
| Titus                                                     | 2000–2002        | Ken Titus                             |
| Lightning: Fire from the Sky                              | 2001             | Bart Pointdexter                      |
| The Simpsons                                              | 2001, 2003, 2006 | Howard Duff (Només veu)               |
| The Santa Trap                                            | 2002             | Max Hurst                             |
| Miracle Dogs                                              | 2003             | C.W. Aldrich                          |
| Frozen Impact                                             | 2003             | Pete Crane                            |
| Prison Break                                              | 2005–2007        | Henry Pope                            |
| George Lopez                                              | 2005             | Blaine McNamara                       |
| Desolation Canyon                                         | 2006             | Samuel Kendrick                       |
| Fatal Contact: Bird Flu in America                        | 2006             | Secretary Collin Reed                 |
| Blackbeard                                                | 2006             | Captain Benjamin Hornigold            |
| Death Row (a.k.a. Haunted Prison)                         | 2006             | John Elias                            |
| ER                                                        | 2007             | Mike Gates                            |
| American Greed                                            | 2007–present     | Narrator (Només veu)                  |
| Lone Rider                                                | 2008             | Robert Hattaway                       |
| Ring of Death                                             | 2008             | Warden Golan                          |
| Meteor                                                    | 2009             | Sheriff Crowe                         |
| The Nanny Express                                         | 2009             | Rev. McGuiness                        |
| Two and a Half Men                                        | 2009             | Chelsea's father                      |
| Lights Out                                                | 2011             | Pops Leary                            |
| Bored to Death                                            | 2011             | Bergeron                              |
| Plantilla:Interlanguage link multi                        | 2011             | Edward van Zandt                      |
| 30 Rock                                                   | 2012             | Himself                               |
| Anything For Money                                        | 2012             | Narrator                              |
| The Neighbors                                             | 2012–2013        | Dominick Weaver                       |
| Sean Saves the World                                      | 2013             | Lee Thompson                          |
| 1600 Penn                                                 | 2013             | Senator Frohm Thoroughgood            |
| Anger Management                                          | 2013             | Ray                                   |
| Brooklyn Nine-Nine                                        | 2013             | Jimmy Brogan                          |
| Law & Order: Special Victims Unit                         | 2014             | Orion Bauer                           |
| The Simpsons                                              | 2015             | Don Bookner                           |
| Hot in Cleveland                                          | 2015             | Alex                                  |
| NCIS: New Orleans                                         | 2015             | Cassius Pride                         |
| Crowded                                                   | 2016             | Bob Moore                             |
| Blue Bloods                                               | 2016             | Cardinal                              |
| Blunt Talk                                                | 2016             | Arthur Bronson                        |